# Angelo Costanzi
Angelo Costanzi (Orvieto, 9 gennaio 1908 – Ebensee, 28 aprile 1944) è stato un partigiano italiano.

## Biografia
Figlio di Ulisse e Giuliana Montanarucci, fu mosaicista dipendente dell'Opera del Duomo di Orvieto, e partigiano durante la Seconda Guerra Mondiale.
Fu arrestato una prima volta il 20 dicembre 1942, denunciato al Tribunale Speciale per la Difesa dello Stato con la seguente motivazione: 《 [...] con il gruppo comunista intellettuali ed operai cercava di fare proseliti presso le officine Breda in collegamento con Scintilla ed elementi di Italia Libera 》; in seguito fu liberato dopo il 25 luglio 1943. Fu uno dei fondatori del gruppo autonomo "Scintilla", il quale dopo la battaglia di Porta San Paolo (10 settembre) costituì il Movimento Comunista d'Italia "Bandiera Rossa".
Nuovamente arrestato il 20 dicembre 1943 per disposizione dell'Ufficio Politico della Questura di Roma,
fu deportato e immatricolato a Mauthausen il 13 gennaio del 1944, morì nel sottocampo di Ebensee il 28 aprile dello stesso anno.